# Siyabonga Nomvethe
Siyabonga Nomvethe est un footballeur sud-africain né le 2 décembre 1977 à Durban.

## Biographie
Il participa à la Coupe du monde 2002 avec l'Afrique du Sud, marquant le but victorieux face à la Slovénie. Ce but est particulièrement amusant, en effet sur un centre venu de la gauche, Nomvethe tente de marquer de la tête, mais se loupe ; cependant, le ballon, en rebondissant sur sa cuisse, termine dans le but du pauvre gardien slovène, Marko Simeunovič.
Alors que Nomvethe fut absent des terrains pendant près de trois ans, le joueur vient de nouveau d'être appelé par Carlos Alberto Parreira, le sélectionneur sud-africain. En vue de préparer au mieux possible la Coupe du monde avec l'Afrique du Sud.

## Sélection nationale
Depuis 1999 :  Afrique du Sud (82 matchs, 16 buts)